# 固原盜亂
固原盜亂，也稱固原起義、固原民變，是指明朝中期的一次民變，發生於成化四年，固原土鞑满四叛變，佔領石城；后项忠、马文升平定叛军成功。

## 过程
洪武中期，明太祖朱元璋平定陝西后，元朝平凉万户巴丹率領部署歸順明朝，明太祖授平凉卫千户。其部落散处开城等县，号曰土鞑。巴丹之孙满四承袭千户后后開始大量擴張。成化四年（1468年）四月，孛来毛里孩率蒙古军队进犯固原，土鞑李俊等人則歡迎孛来，并有意北遷蒙古草原。當時離休都督张泰在鸣沙州放牧，由于蒙古军不断南下，他的牛马也多次遭抢。但他怀疑，实施抢掠的不是蒙古军队，而是土鞑中的张把腰等人假扮的，因此他将这件事上報巡抚陈介。陈介下令抓捕张把腰，张把腰惧，诬称其受满四指使。而之前巩昌府通渭县有罪犯被满四隐匿。通渭县派里长缉捕却被满四所杀。于是通渭县于陈介处控告满四。陈介发文给平凉卫，令其捉拿满四。满四知其罪责难逃，甚惧。恰此时，新任靖虏镇参将都指挥刘清来到固原，其与守备指挥冯杰为人贪婪，向土鞑索要马匹、猎鹰等物。满四有罪在身，对他们既恨又怕，李俊于是向满四建议起兵叛乱，北逃蒙古。当时满四的侄子满璹担任平凉指挥，明廷抓捕满四甚急，满四得知后，假装投降满璹后将其劫持，号集诸土鞑叛变，并攻占石城。满四自称招贤王、李俊顺理王，袭击甘州，并攻占固原千户所，李俊战死。刘清率众征战，并未获胜；都指挥邢瑞、申澄率各卫军征讨，在石城下作战，明军攻城不下，大败，申澄也力战阵亡。不到两个月，满四的叛军就增长到2万余人，关中震动。
五月，明宪宗派遣陕西巡抚都御史陈介，总兵宁远伯任寿、广义伯吴琮，巡抚绥延都御史王锐，参将胡恺各率所部明军征讨。同年七月，宁夏镇明军先到，陈介不等绥延镇明军，率先以3万明军从固原进攻蔡祥堡。当时叛军率先出迎请求投降，士兵冯信进言陈介等人称，叛军投降恐怕有变，请求缓兵进攻。而吴琮则呵斥道，部队刚到岂能撤退，于是进攻，结果此战明军大败。任寿、吴琮被迫退守东山，陈介欲自杀，被左右人拦下。而被困于山上的明军均被叛军歼灭，损失大量器械铠甲。从此叛军士气更盛，并截静宁州道，掠夺甘肃粮运。明宪宗得知后，将陈介、任寿、吴琮、刘清、冯杰等下锦衣狱；命都御史项忠总督军务，总兵刘玉、参将夏正率京营兵，并发陕西三边兵五万人进剿满四叛军。又起用大理寺少卿马文升为都御史，巡抚陕西协剿。
十月，项忠、马文升先后至固原。次日收到叛军归降的书信，众人知道这是缓兵之计，于是项忠等人商议进兵方略，兵分七路：项忠与马文升等屯兵中路，从山莽金佛沟进攻；延绥巡抚王锐、参将胡恺由李俊沟进攻；伏羌伯毛忠由木头沟进攻；右参将夏正由乱麻川进攻；都指挥姜盛由墨城子进攻；副总兵林盛由好水川进攻；都指挥张英由驴母川进攻。起初各路明军杀敌和俘虏众多，节节胜利。然而，延绥镇明军恃勇轻敌进攻而失利，刘玉也被包围。毛忠率明军进攻石城西北山，几乎攻破，然而因其突然中流矢阵亡。各部明军想要撤退，项忠大怒，将退缩千户一人斩首以示警告，明军方才镇住阵脚，尽力拼杀，刘玉方得获救。
明廷听闻毛忠战败阵亡，兵部尚书程信、抚宁侯朱永、定襄伯郭登等商议，恐满四叛军北连蒙古，奏遣朱永率京兵4万赶往。朱永则要求请定赏格才出征。内阁商议中，大学士彭时认为满四叛军以目前兵力足以平定，嫌弃朱永；恰逢项忠上报军事称，“明军已经围困满四叛军，将很快获胜，为何还要派兵出征？”大学士商辂也赞同项忠布置，认为不足为虑。兵部尚书程信听后怨恨，声称如果项忠兵败，必将斩杀其将，再派兵出征。
之后项忠等逐渐围困并劝降满四叛军，叛军邀请与之想见。项忠同刘玉两人骑马赴约，马文升也率几十骑兵赶到，呼喊满四迅速投降。项忠乘约谈之机单骑上前挟持满璹而返，而满四十分沮丧，则再次上山坚壁自守。十一月，因天气转寒，明军士兵开始出现手指冻坏的情况。项忠担心黄河冻结，满四叛军会和蒙古诸部勾结，亟需尽快平定叛乱。项忠每天派兵迫近石城，焚烧牲口草料，断绝满四叛军引水的水渠。马文升提议将木头捆绑为厢车渡过护城河（石城周围有超过3米的护城河），再以土袋将其填平。然而因明军恐怕工程太大致使明军自身被袭而损失，因此没有完全落实。不过满四叛军见到明军器械后十分恐惧，于是渐渐投降，项忠给归降叛军士卒钱币遣返，因此归降叛军数目大增。当时叛军中满四最仰赖杨虎狸，后其夜间出城取水被明军逮捕，项忠恐吓其后以重金约定为内应，以逮捕满四。之后满四在引诱下出城作战时被明军伏兵截击，仓皇间掉下马来被明军擒获，明军趁机进攻叛军，斩杀7000余人，并俘虏2000余人，马文升建议明军乘胜追击，彻底攻克石城。项忠否决了提议，认为明军现在攻城还太过仓促，于是押送满四回营，并上奏明廷此战大捷并可以停止派遣援兵了。次日，石城中叛军因满四被俘，复立旧达官火敬为首领。项忠派遣侦察兵于夜间前往石城下，若有人北行即捕，南行则不加以追击。刘玉欲撤兵搬师，令城中叛军自行解散。项忠说：“贼自叛逆以来，前后大小三百余战，杀我一伯、三指挥，官军死者数千人。今若纵之逸去，他日必为陕患。”于是加紧屯兵监视石城。叛军估计无法再坚守，一夜间竟然溃走散去。明军趁机发兵分捕，攻占石城，复斩首数千级。满四从子满能最为骁捷，趁乱逃去，明军拷问他的党羽，得知其躲入了青山洞。于是明军在洞口放火熏烤，满能受不了只得出洞被擒，并俘获其家属100余口。明军诸营搜山，又俘虏逃匿的叛军500余人，幼男妇女不下数千人，全部分给诸路明军，仅有宥杨虎狸一家得以宽恕。马文升对项忠建议，“石城之险，非尽毁前后所筑墙垣，恐后有叛者，必据此为巢窟。”于是项忠令明军10000余人将石城彻底摧毁，并刻石记功于山。有100余名叛军逃到了彗帚山，继续抵抗明军，然而此时恰好有消息报告蒙古军队入寇河套，因此项忠率领明军主力返回固原，留下精兵3000伺机剿灭叛军余党。明军所生擒1000多人，除了满四、火敬等并各罪大者械送京师（次年满四在北京被凌迟处死），其余800余人皆于军中处斩。
成化五年（1469年）正月，明军进攻彗帚山，毛哈喇被捕杀，明军大获全胜，彻底剿灭叛军。之后明廷在石城北古西安州增设一千户所，设兵防守。